# Железистосинеродистая кислота
Железистосинеродистая кислота — неорганическое соединение, сильная кислота, комплексное соединение синильной кислоты и цианида железа с формулой H4[Fe(CN)6],
белые или светло-жёлтые кристаллы, растворимые в воде и спирте, не растворимые в ацетоне.

## Получение
- Действие серной кислоты на гексацианоферрат бария:

{\displaystyle {\mathsf {Ba_{2}[Fe(CN)_{6}]+2H_{2}SO_{4}\ {\xrightarrow {}}\ H_{4}[Fe(CN)_{6}]+2BaSO_{4}\downarrow }}}
- Действие сероводорода на гексацианоферрат(II) свинца:

{\displaystyle {\mathsf {Pb_{2}[Fe(CN)_{6}]+2H_{2}S\ {\xrightarrow {}}\ H_{4}[Fe(CN)_{6}]+2PbS\downarrow }}}
- Обработка концентрированного раствора гексацианоферрат(II) калия концентрированной соляной кислотой:

{\displaystyle {\mathsf {K_{4}[Fe(CN)_{6}]+4HCl\ {\xrightarrow {}}\ H_{4}[Fe(CN)_{6}]\downarrow +4KCl}}}

## Физические свойства
Железистосинеродистая кислота образует белые или светло-жёлтые кристаллы,
устойчивые в сухом состоянии.

## Химические свойства
- Разлагается в присутствии влаги или при нагревании:

{\displaystyle {\mathsf {3H_{4}[Fe(CN)_{6}]\ {\xrightarrow {100^{o}C}}\ Fe_{2}[Fe(CN)_{6}]+12HCN}}}
- Легко окисляется:

{\displaystyle {\mathsf {4H_{4}[Fe(CN)_{6}]+O_{2}\ {\xrightarrow {}}\ 4H_{3}[Fe(CN)_{6}]+2H_{2}O}}}
- Реагирует с монооксидом углерода:

{\displaystyle {\mathsf {H_{4}[Fe(CN)_{6}]+CO+2H_{2}O\ {\xrightarrow {}}\ H_{3}[Fe(CN)_{5}(CO)]+HCOONH_{4}}}}
- Образует комплексные соли—гексацианоферраты (II), в частности известны такие соединения как: K4[Fe(CN)6] и Cu2[Fe(CN)6].